# Flatoides squalida
Flatoides squalida är en insektsart som först beskrevs av Ronald Gordon Fennah 1955.  Flatoides squalida ingår i släktet Flatoides och familjen Flatidae. Inga underarter finns listade i Catalogue of Life.